# 45歳定年制
45歳定年制（よんじゅうごさいていねんせい）とは、組織で働く従業員たちの新しいキャリアの転換点を指す用語。
サントリーホールディングス社長の新浪剛史がセミナーでこの用語を初めて使って、各界に広がり話題になった。

## 概要
2021年9月9日、新浪剛史はオンラインで開催された経済同友会の夏季セミナーの席上で、「（アベノミクスでは）最低賃金の引き上げを中心に賃上げに取り組んだが、結果として企業の新陳代謝や労働移動が進まず、低成長に甘んじることになった」、「日本企業はもっと貪欲（どんよく）にならないといけない」、「日本企業が企業価値を向上させるには、『45歳定年制』の導入によって、人材の流動化を進める必要がある」、「定年を45歳にすれば、20代や30代の人たちが自分の人生を考えて勉強するようになる！」、「私たちの時は他の企業に移るチャンスが少なかったが、今はチャンスが出てきている！」と語った。
また、日本の多くの企業が採用している、年齢が上がるにつれ賃金が上昇する仕組みについても「40歳か45歳で打ち止めにすればよい」と語った。
9月10日、新浪剛史は記者会見で、「定年という言葉を使ったのはちょっとまずかったかもしれない」、「クビ切りをするということでは全くない」、「45歳は人生の節目。節目に自分の人生を考える仕組みをビルトインする。50歳になると少し遅い」、「スタートアップ企業に行くとか、社会が色々なオプション（選択肢）を提供できる仕組みを作るべきだ。場合によっては（同じ会社への）出戻り制度もいい」、「日本社会を再構築する時に、1960年代、1970年代をベースにした仕組みではまずい」と語った。
「45歳定年制」発言の前日の9月9日には、新浪は「国は（企業で働く従業員たちの定年制を）70歳ぐらいまで延ばしたいと思っている。これを押し返さないといけない」と語り、国の雇用政策に反対の考えを示した。
この新浪の発言は、テレビや新聞で大きく取り上げられ、一部の人たちはこの新浪剛史の言う「45歳定年制」を「中高年を45歳でリストラするための発言」と捉えた。そして、企業の大リストラに反対する人たちを中心に大きな批判・反対の声が巻き起こり、長年の日本の雇用制度を破壊するものとして、新浪の「45歳定年制」のニュースは、一種の炎上状態となった。

## 各界の反応
この新浪剛史の「45歳定年制」について、様々な意見、反応が集まった。
健康社会学者の河合薫は、この新浪の発言を「思い込み発言」と首をかしげて、疑問に感じた。
LIXILの瀬戸欣哉社長は「45歳定年制は、今すぐに実施すると間違いなく破綻する」としたうえで「論点としては面白い」と語った。
人事ジャーナリストの溝上憲文は、この新浪発言を「ホンダ、パナソニックなどが実施した大規模な早期退職者募集では対象者にキャリア支援もするとうたっているが、つまりはリストラ。新浪社長の発言は、『従業員たちの愛社精神はもういらない、会社に寄りかからずに45歳でヨソに行って』といった経営者の本音を代弁した形だ」と解釈した。
経団連会長の十倉雅和は、45歳定年制について「人材の流動化は必要」という考えを示した。
日本商工会議所会頭の三村明夫はこの新浪発言について、「日本の賃金体系は若いうちに過剰奉仕して、ある程度の年になったら一生でペイする。45歳で切るというのは、その人にとって大変ことだ」、「真意はわからないが、日本の労働慣行全体をみたうえで、議論すべき」、「あまりに唐突で中途半端だ」と批判した。
経済同友会の代表幹事の櫻田謙悟は、新浪の「45歳定年制」に反対の考えを示した。
２ちゃんねるの元開設者のひろゆきは、「社会保障をちゃんと用意した上で、別に辞めても暮らせていけると。無能な人を切れるようにした方が企業はもっと優秀な人を雇えるじゃないですか。社会保障とセットでやるのはアリなんじゃないかなと思います」と語った。
明治大学公共政策大学院専任教授の岡部卓は、新浪発言について「時代に逆行する考えである。雇用の流動化を図り経済成長につなげる方策の一つとして早期の定年制の導入を打ち出しのであろう。コロナに乗じて述べているが、結びつける話ではない。これまでも労働市場の規制緩和により正規雇用を減らし、パート、派遣など非正規雇用を増やしてきた。その結果、格差が広がり、働いても生活が維持できない多数の労働者を生み出してきた。45歳定年制の導入は、それに拍車をかけることになる。」と批判した。
テレビ朝日の「羽鳥慎一モーニングショー」は、新浪の「45歳定年制」を特集し、コメンテーターの玉川徹は「この話は企業側の論理であり、強者の論理ですよね」、「企業としては45歳ぐらいになると、その社員が出来る社員か、出来ない社員かってほぼ分かるんです。そうすると、できる社員には残ってほしいけど、そうじゃない社員は他の人でも替えがききますよ、と。むしろ、もっと給料を安くしたいってそういうことなんじゃないですかね」とコメントした。
加藤勝信官房長官は9月15日記者会見で、新浪発言について「高年齢者雇用安定法で60歳未満の定年禁止が明確に書かれている。今年4月からは70歳までの就業の確保を事業者の努力義務とする改正法が施行されており、政府はそうした法律に沿って対応していく」と語った。